# لو لی
لو لی (به انگلیسی: Lu Li) ژیمناست زادهٔ ۳۰ اوت ۱۹۷۶ میلادی اهل کشور چین است.